# Punto critico (matematica)

I cerchi rossi rappresentano i punti stazionari della funzione. I quadrati blu invece sono punti di flesso non stazionari (tangenza non orizzontale)

In analisi matematica, un punto critico o punto stazionario di ordine {\displaystyle m\in \mathbb {N} } di una funzione analitica è un punto del piano complesso in cui la funzione è regolare ma la sua derivata ha uno zero di ordine {\displaystyle m}. L'immagine di un punto critico è detto valore critico.
Un punto critico o stazionario di una funzione differenziabile reale è un punto in cui la derivata si annulla oppure non è definita. Nel caso in cui si tratti di una funzione reale di due o più variabili, devono annullarsi tutte le derivate parziali, mentre se anche il codominio è uno spazio vettoriale allora è un punto in cui la matrice jacobiana non ha rango massimo. Considerando infine il caso di un campo vettoriale su una varietà differenziabile, un punto critico è un punto dove il campo vettoriale è nullo o diventa infinito.
Detta {\displaystyle f(z)} una funzione analitica, {\displaystyle p} è un punto critico se:
{\displaystyle \lim _{z\to p}{\frac {f(z)-f(p)}{(z-p)^{m}}}=0\qquad \lim _{z\to p}{\frac {f(z)-f(p)}{(z-p)^{m+1}}}\neq 0}
Una funzione {\displaystyle f(z)} che è regolare all'infinito ha un punto critico all'infinito se:
{\displaystyle \lim _{z\to \infty }[f(z)-f(\infty )]z^{m}=0\qquad \lim _{z\to \infty }[f(z)-f(\infty )]z^{m+1}\neq 0}
L'uso della parola "critico" è dovuto al fatto che nelle sue vicinanze si possono avere comportamenti atipici con, per esempio, punti di massimo o minimo locale o di flesso stazionario (tangenza orizzontale).
Se ad esempio {\displaystyle f(z)} è il potenziale complesso associato al flusso di un liquido incomprimibile attraverso una superficie piana, per un punto critico passano non più di {\displaystyle m+1} linee di flusso, ed in prossimità di esso la velocità di flusso (un campo vettoriale) è nulla.

## Funzioni reali
Un punto critico di una funzione derivabile definita su un insieme aperto dei numeri reali a valori reali {\displaystyle f\colon A\to \mathbb {R} } è un punto {\displaystyle x} in cui la derivata {\displaystyle f^{\prime }(x)} si annulla (in questo caso il punto si dice anche "punto stazionario") o non esiste.
La nozione si estende a una generica funzione differenziabile {\displaystyle F\colon A\to \mathbb {R} ^{m}} definita su un sottoinsieme {\displaystyle A} di {\displaystyle \mathbb {R} ^{n}}: in questo caso si chiama punto critico un punto {\displaystyle x} del dominio {\displaystyle A} tale che il differenziale {\displaystyle DF(x)} calcolato in {\displaystyle x} ha nucleo di dimensione non nulla.

## Esempi
- Se {\displaystyle F\colon \mathbb {R} ^{2}\to \mathbb {R} } un punto sarà critico se e solo se il gradiente {\displaystyle \nabla F} vi si annulla. Il piano tangente alla superficie individuata dal grafico di {\displaystyle F} in un punto critico è il piano orizzontale. Se una curva di livello di {\displaystyle F} contiene un punto critico in tale punto la curva può non avere una tangente ben definita.
- Se si considera una curva {\displaystyle \varphi \colon \mathbb {R} \to \mathbb {R} ^{m}} un punto critico è un valore di {\displaystyle t} tale che {\displaystyle \varphi ^{\prime }(t)=\mathbf {0} }. In tal caso nel punto {\displaystyle \varphi (t)} può esserci una cuspide in cui non è ben definita una tangente alla curva.
- Se si considera una superficie differenziabile nello spazio parametrizzata da una funzione differenziabile {\displaystyle \phi \colon \mathbb {R} ^{2}\to \mathbb {R} ^{3}} un punto critico è un punto in cui la matrice jacobiana ha rango minore di {\displaystyle 2}. In un punto critico la superficie non ha un piano tangente ben definito.

## Funzioni olomorfe e meromorfe
Un punto critico per una funzione olomorfa {\displaystyle f\colon D\subset \mathbb {C} \to \mathbb {C} } è un punto {\displaystyle z_{0}} in cui la derivata complessa di {\displaystyle f} si annulla. Nel caso di una funzione meromorfa sono considerati punti critici anche i poli.
Per una funzione olomorfa o meromorfa i punti critici corrispondono ai punti in cui la funzione non definisce una mappa conforme.

## Campi vettoriali
Un punto critico per un campo vettoriale {\displaystyle V} definito su un insieme aperto di {\displaystyle \mathbb {R} ^{n}} o su una varietà differenziabile è un punto {\displaystyle x} dove il campo vettoriale è nullo o diventa infinito. Nelle vicinanze di un punto che non è critico il campo vettoriale è equivalente ad un campo vettoriale costante (teorema della scatola di flusso), cioè esiste un intorno ed un cambiamento di coordinate continuo dell'intorno che trasforma il campo vettoriale in un campo vettoriale costante (e non nullo). Nell'intorno di un punto critico, invece, il campo vettoriale può avere diversi comportamenti che possono essere classificati in una infinità numerabile di casi a meno di cambiamenti di coordinate. La classificazione dipende dalla dimensione dello spazio vettoriale (o della varietà) su cui è definito il campo.
Alcune proprietà topologiche del campo nell'intorno di un punto critico sono catturate dal concetto di indice di un campo vettoriale.
Il numero dei punti critici e la loro struttura sono legati alla struttura topologica globale dello spazio in cui è definito il campo vettoriale dal teorema di Poincaré-Hopf.

## Valore critico
Un valore critico è un valore assunto dalla funzione tale che tra i punti nella controimmagine di tale valore c'è almeno un punto critico.

### Definizione per funzioni reali
Sia {\displaystyle F\colon U\subset \mathbb {R} ^{n}\to \mathbb {R} ^{m}} una funzione a valori reali, allora un punto {\displaystyle c\in \mathbb {R} ^{m}} si dice valore critico se esiste almeno un {\displaystyle {\bar {x}}\in F^{-1}(c)}, tale che il differenziale di {\displaystyle F} in {\displaystyle {\bar {x}}} si annulla, ossia {\displaystyle DF({\bar {x}})=0.}
Tale definizione si estende facilmente a tutti i contesti in cui si può definire il concetto di punto critico.